# Sohar
Sohar – jeden z gatunków liryki indyjskiej.
W poezji sanskryckiej jest to rodzaj pieśni okolicznościowej, której powstanie i wykonanie ma zapewnić pomyślność. Śpiewano ją przy szczególnych okazjach, np. przy narodzinach potomka płci męskiej, a także jako pieśń powitalną.
Z kolei w dialekcie awadhi słowo sohar oznacza pieśń weselną.